# Mametu Nangetu
Mametu Nangetu (nascida Oneide Monteiro Rodrigues), também conhecida como Mãe Nangetu, Mãe Mametu Nangetu e Mametu Nangetu Ua Nzambi, é uma mãe-de-santo paraense, fundadora do terreiro de candomblé Manso Massumbando Quem Quem Neta / Kekê Neta, de tradição bantu, a partir do qual se desdobrou o Instituto Nangetu.

## Biografia
Mametu Nangetu foi iniciada na tradição do Candomblé Angola em 1985, "sob a dijina de Ma’metu riá Nkisi Nangetu uá Nzambi (mãe de inquice Nangetu de Nzambi), sacerdotisa de minkisi. Confirmada por Tat’etu ria Nkisi Kiagussú (Jorlando de Oliveira Souza), de raiz do Bate Folha, e pelo Babálorixá Lídio Mascarenhas, do Terreiro Beiru, ambas casas baianas". Em 1988, Mametu fundou o terreiro de candomblé Manso Massumbando, de tradição bantu, de culto à Nkisiame Nzumbarandá, em Belém, no Pará. "principal espaço sagrado de manutenção e preservação das manifestações ritualísticas, culturais, linguísticas e estéticas de origem banto na cidade".
A partir do terreiro, foi criado também o Instituto Nangetu de Tradição Afro-religiosa e de Desenvolvimento Social, do qual é coordenadora. O Instituto foi premiado pelo IPHAN no Edital do Programa Nacional do Patrimônio Imaterial (PNPI), em 2014, pelo projeto Azuelar que utiliza audiovisual e comunicação digital para difundir conhecimentos tradicionais de povos de terreiros de matriz africana.
Mametu Nangetu fez parte da Comissão de Acompanhamento da Pesquisa "Mapeamento das Comunidades Tradicionais de Terreiro (Mapeando o Axé)" em Belém, realizada pelo Ministério do Desenvolvimento Social e Combate à Fome (MDS) e pela Organização das Nações Unidas para a Educação, Ciência e Cultura (UNESCO), em parceria com a Secretaria de Políticas de Promoção da Igualdade Racial (SEPPIR) e a Fundação Cultural Palmares (FCP).
Em 2015, foi eleita como representante da Setorial de Patrimônio Imaterial do Pará (PA) para o Conselho Nacional de Política Cultural. Em 2019, era membra do Comitê Inter-religioso do Estado do Pará, do Conselho Estadual de Promoção da Igualdade Racial, e Conselheira Nacional de Diversidade Religiosa do Ministério dos Direitos Humanos.
Em 2019, foi eleita "Mulher do Axé do Brasil". No mesmo ano, o espetáculo Mukuiu, da Cia Lama de Teatro, homenageou a trajetória de Mametu Nangetu como símbolo da resistência negra no estado do Pará.
Por sua atuação em diversos movimentos sociais para a garantia de direitos para mulheres, negros, fazedores de cultura e população afro-religiosa, ela é convidada frequente de projetos e eventos que debatem a intolerância religiosa e difundem a consciência negra.